# Talk to Me (canción de Buckcherry)
«Talk To Me» es el decimocuarto sencillo por Buckcherry, y el cuarto de su cuarto álbum de estudio, "Black Butterfly.